# Palianytsia

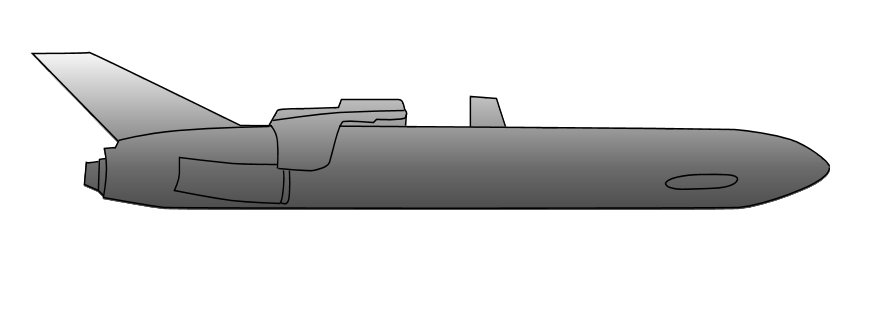
Palianytsia

De Palianytsia (Oekraïens: Паляниця) is een militair kruisvluchtwapen dat na de Russische invasie van Oekraïne in Oekraïne ontwikkeld werd. Hij werd tijdens de festiviteiten van de onafhankelijkheidsdag in 2024 door de Oekraïense president Zelensky aangekondigd als "droneraket".

## Naamgeving
De naam van het wapen is die van een typisch Oekraïens brood dat meestal thuis gebakken wordt. Het woord is voor Russen moeilijk uit te spreken, zodat het gebruikt werd om Russische agenten te ontmaskeren.

## Eigenschappen
Een gedetailleerde beschrijving van de raket is door de producent tijdens de oorlog niet publiek gemaakt, zodat enige kenmerken op schattingen berusten. De Palianytsia is ca. 250 cm lang, 40 cm in diameter en heeft beweeglijke vleugels die de aerodynamische eigenschappen kunnen aanpassen.
Het projectiel kan, evenals vergelijkbare modellen uit Europa en de Verenigde Staten, vanaf een vliegtuig uit gelanceerd worden, maar ook vanaf de grond.
De Palianytsia heeft een turbojet die werkt op kerosine van het type TS-1. Bij lancering vanaf de grond dient een vastebrandstof-booster als eerste fase van de acceleratie; bij lancering vanaf een vliegtuig is dat niet nodig. De navigatie functioneert met een GPS-systeem dat een bescherming tegen elektronische interventie biedt.
De kruissnelheid bedraagt naar schatting tussen de 500 en iets minder dan 800 km/h. De actieradius zou omtrent 700 km bedragen. De ladingscapaciteit aan explosieven wordt tussen 50 en 100 kg geschat.

## Kosten
Aangezien de raket in serie gebouwd moet worden, werd bij de ontwikkeling de kostenfactor intensief meegerekend. Volgens een schatting zou een raket ca. $50.000 tot $100.000 kosten. De Oekraïense minister voor digitale transformatie, Fedorov, sprak van "minder dan $1.000.000" per stuk.